# V419 Гидры
V419 Гидры (лат. V419 Hydrae), HD 92945 — двойная звезда в созвездии Гидры на расстоянии приблизительно 70 световых лет (около 21,4 парсек) от Солнца. Возраст звезды определён как около 294 млн лет.
С помощью коронографической съёмки с использованием приборов ACS и MNICMOS космического телескопа Хаббл вокруг звезды наблюдался остаточный диск*.

## Характеристики
Первый компонент (WDS J10435-2904A) — оранжевый карлик, вращающаяся переменная звезда типа BY Дракона (BY)* спектрального класса K0, или K1V. Видимая звёздная величина звезды — от +7,74m до +7,72m. Масса — около 0,86 солнечной, радиус — около 0,791 солнечного, светимость — около 0,38 солнечной. Эффективная температура — около 5123 K.
Второй компонент (WDS J10435-2904B). Видимая звёздная величина звезды — +18,6. Удалён на 9,8 угловой секунды.

## Планетная система
В 2019 году учёными, анализирующими данные проектов Hipparcos и Gaia, у звезды обнаружена планета HIP 52462 b.